# بوستان جنگلی زاهدان
 بوستان جنگلی زاهدان نام بوستانی در شهر زاهدان مرکز استان سیستان و بلوچستان در است.